# Cirrhaea loddigesii
Cirrhaea loddigesii es una especie de orquídea con hábitos de epifita, originaria de Brasil.

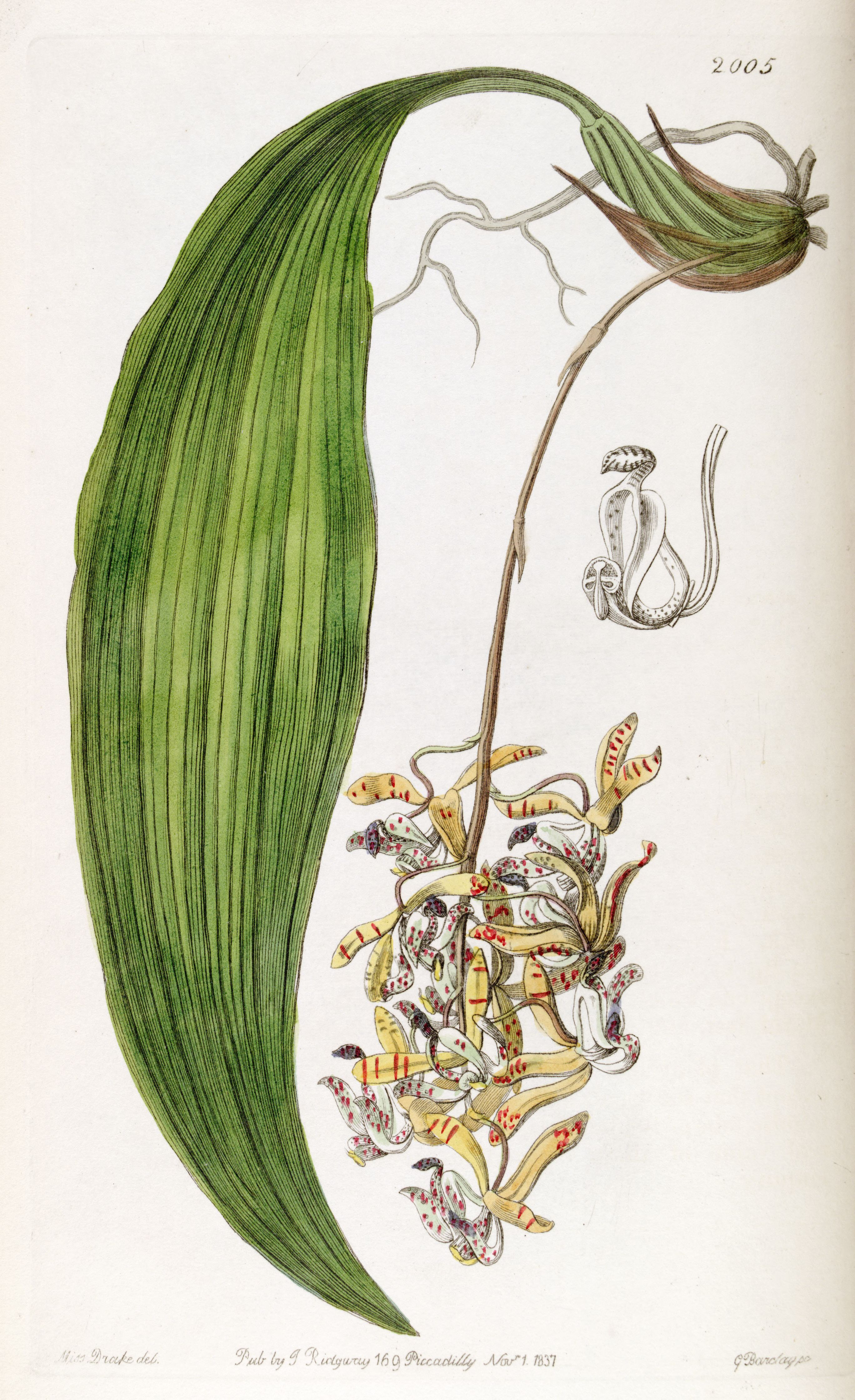
Ilustración

## Descripción
Es una orquídea de mediano tamaño con pseudobulbos ovados, longitudinalmente estriados que llevan una sola hoja, apical, oblongo-lanceolada, acuminada, plegada, con 7 nervios. Florece en el verano en una inflorescencia colgante con muchas flores

## Distribución y hábitat
Se encuentra en el sur y sureste de Brasil. 

## Taxonomía
Cirrhaea loddigesii fue descrita por John Lindley  y publicado en Edwards's Botanical Register 18: t. 1538. 1833.
Etimología
Cirrhaea: nombre genérico que  procede de "cirrus" = "zarcillo", en alusión a su rostelo alargado.
loddigesii: epíteto otorgado en honor del botánico inglés Conrad Loddiges.
Sinonimia
- Cirrhaea obtusata Lindl.
- Cirrhaea pallida Lindl.
- Cirrhaea viridipurpurea Lodd.[2][4][5]